# Nguyễn Trọng Trường
Nguyễn Trọng Trường (sinh ngày 30 tháng 6 năm 1975 tại phường Đồng Nguyên, thành phố Từ Sơn, Bắc Ninh) là Thẩm phán, Trưởng phòng Tổ chức cán bộ, Tòa án nhân dân tỉnh Bắc Ninh, đại biểu Quốc hội Việt Nam khóa 13, thuộc đoàn đại biểu Bắc Ninh.